# 中原郁枝
中原 郁枝（なかはら いくえ、1983年9月22日生）は日本の女性のグラビアアイドル・タレント。徳島県出身。AHSEntertainment所属。

## 来歴・人物
徳島を中心に活動しているアイドルユニット「ストロベりんご」に一時在籍。イベントやグラビア活動も行っている。ストロベりんご脱退後は活動の場を関西に移し、レポーターやタレント活動をしている。

## おもな出演

### テレビ
- インリンのM時ですョ!（2007年4月-9月 、サンテレビ） - Mドル1期生
- ファンキー!チューズデイ（2007年4月- 、サンテレビ）

### ラジオ
- ストロベりんごのミラクルランド（?-2006年7月、B-FM791）

### CD
- Jumbo!（2004年8月10日） - ストロベりんごとして